# Associazione Calcio Cesena 2005-2006
Questa voce raccoglie le informazioni riguardanti l'Associazione Calcio Cesena nelle competizioni ufficiali della stagione 2005-2006.

## Stagione
Nella stagione 2005-2006 il Cesena disputa il campionato di Serie B, ottiene 66 punti con il sesto posto. Piazzamento che gli permette di disputare i Play-off, che devono designare la terza promossa, che segue in Serie A l'Atalanta ed il Catania che hanno ottenuto la promozione diretta. Nella doppia semifinale il Torino ha la meglio sul Cesena, poi in finale supera anche il Mantova e sale in Serie A. Dopo una partenza difficile, il Cesena mette insieme sei vittorie consecutive, nuovo record per il Cesena, l'interprete principale è Emiliano Salvetti, il quale in estate ha rifiutato un triennale con il Napoli, per rimanere a Cesena, veste i panni di mezzala sinistra, ma anche di realizzatore, segna 18 reti in stagione. Ben spalleggiato da Adriano Ferreira Pinto devastante sulla fascia destra, autore anche di 11 reti, e da Marco Bernacci anche lui in doppia cifra, con 10 centri. Peccato il minimo cedimento, nel momento topico dei Play-off contro il favorito Torino, la squadra bianconera si è arresa nel doppio confronto, tra gli applausi riconoscenti dei tifosi cesenati. Nella Coppa Italia rinnovata nella formula, che ritorna all'eliminazione diretta in partita unica, il Cesena supera nel primo turno lo Spezia, nel secondo il Bologna, nel terzo viene eliminata dalla Fiorentina.

## Rosa
| N. |                    | Ruolo | Calciatore           |
| -- | ------------------ | ----- | -------------------- |
| 1  | Italia (bandiera)  | P     | Luigi Turci          |
| 2  | Italia (bandiera)  | D     | Angelo Rea           |
| 3  | Italia (bandiera)  | D     | Giovanni Morabito    |
| 4  | Italia (bandiera)  | C     | Stefano Fattori      |
| 5  | Ghana (bandiera)   | D     | Daniel Ola           |
| 6  | Italia (bandiera)  | D     | Daniele Ficagna      |
| 7  | Italia (bandiera)  | C     | Luca Ceccarelli      |
| 7  | Italia (bandiera)  | D     | Mirko Drudi          |
| 8  | Italia (bandiera)  | C     | Manolo Pestrin       |
| 9  | Italia (bandiera)  | A     | Marco Bernacci       |
| 10 | Italia (bandiera)  | A     | Emiliano Salvetti    |
| 11 | Senegal (bandiera) | A     | N'Diayé Papa Waigo   |
| 12 | Italia (bandiera)  | P     | Alessio Sarti        |
| 13 | Italia (bandiera)  | D     | Dario Bova           |
| 14 | Italia (bandiera)  | C     | Maurizio Ciaramitaro |
| 15 | Italia (bandiera)  | D     | Francesco Ferrini    |
| 16 | Italia (bandiera)  | D     | Romano Perticone     |
| 16 | Italia (bandiera)  | P     | Alex Foiera          |

| N. |                       | Ruolo | Calciatore             |
| -- | --------------------- | ----- | ---------------------- |
| 17 | Italia (bandiera)     | C     | Andrea Bracaletti      |
| 18 | Italia (bandiera)     | C     | Giuseppe De Feudis     |
| 18 | Italia (bandiera)     | C     | Filippo Baldinini      |
| 19 | Italia (bandiera)     | A     | Emanuele Chiaretti     |
| 20 | Italia (bandiera)     | D     | Roberto Biserni        |
| 22 | Italia (bandiera)     | P     | Riccardo Casali        |
| 23 | Italia (bandiera)     | C     | Lorenzo Rossetti       |
| 24 | Italia (bandiera)     | C     | Ivan Piccoli           |
| 25 | San Marino (bandiera) | A     | Matteo Valli           |
| 26 | Italia (bandiera)     | C     | Mirko Valdifiori       |
| 27 | Italia (bandiera)     | C     | Christian Jidayi       |
| 28 | Italia (bandiera)     | C     | Davide Farina          |
| 28 | Italia (bandiera)     | C     | Nicola Mazzotti        |
| 29 | Italia (bandiera)     | D     | Andrea Mengoni         |
| 30 | Italia (bandiera)     | D     | Marco Ambrogioni       |
| 30 | Italia (bandiera)     | D     | Marco Arrigoni         |
| 31 | Italia (bandiera)     | D     | Marco Zaninelli        |
| 79 | Brasile (bandiera)    | C     | Adriano Ferreira Pinto |

## Risultati

### Campionato

#### Girone di andata
| Arbitro: | Preschern (Mestre) |

|  |           |                         |
|  | Marcatori | 45’ Saudati 86’ Defendi |

| Arbitro: | P.S. Mazzoleni (Bergamo) |

|                 |           |  |
| Cristallini 42’ | Marcatori |  |

| Arbitro: | Gabriele (Frosinone) |

|             |           |  |
| Pestrin 88’ | Marcatori |  |

| Arbitro: | Gava (Conegliano) |

|                                           |           |                         |
| Graziani 15’ Noselli 83’ Poggi 88’ (rig.) | Marcatori | 29’ Piccoli 36’ Biserni |

| Arbitro: | Tagliavento (Terni) |

|                                   |           |              |
| Ciaramitaro 4’ Ferreira Pinto 29’ | Marcatori | 47’ Floccari |

| Arbitro: | Dattilo (Locri) |

|  |           |                                       |
|  | Marcatori | 19’, 25’ (rig.) Salvetti 59’ Bernacci |

| Arbitro: | Lops (Torino) |

|                                      |           |                          |
| Piccoli 26’ Salvetti 44’ Fattori 74’ | Marcatori | 21’ Moretti 61’ Masiello |

| Arbitro: | Herberg (Messina) |

|                           |           |                                                  |
| Garzon 20’ Carparelli 59’ | Marcatori | 47’ Ferreira Pinto 72’ Bracaletti 90+3’ Bernacci |

| Arbitro: | Squillace (Catanzaro) |

|                              |           |               |
| Ciaramitaro 18’ Bernacci 70’ | Marcatori | 80’ Santoruvo |

| Arbitro: | Romeo (Verona) |

|                            |           |                                |
| Cacia 22’ Ganci 72’ (rig.) | Marcatori | 4’ Ferreira Pinto 79’ Bernacci |

| Cesena 21 ottobre 2005, ore 20:45 11ª giornata | Cesena            | 0 – 0 | Triestina | Stadio Dino Manuzzi\| Arbitro: \| Cassarà (Palermo) \| |
| Arbitro:                                       | Cassarà (Palermo) |       |           |                                                        |

| Cesena 25 ottobre 2005, ore 20:30 12ª giornata | Cesena           | 0 – 0 | Crotone | Stadio Dino Manuzzi\| Arbitro: \| Rodomonti (Roma) \| |
| Arbitro:                                       | Rodomonti (Roma) |       |         |                                                       |

| Arbitro: | Banti (Livorno) |

|             |           |  |
| Fantini 73’ | Marcatori |  |

| Arbitro: | Paparesta (Bari) |

|                              |           |  |
| Ciaramitaro 20’ Salvetti 27’ | Marcatori |  |

| Arbitro: | Ciampi (Roma) |

|  |           |                                                    |
|  | Marcatori | 53’ (rig.) Salvetti 69’ Bernacci 90+1’ Ciaramitaro |

| Arbitro: | Morganti (Ascoli Piceno) |

|  |           |                |
|  | Marcatori | 75’ Possanzini |

| Arbitro: | Saccani (Mantova) |

|                               |           |                           |
| Bucchi 50’ (rig.), 68’ (rig.) | Marcatori | 18’ Salvetti 51’ Bernacci |

| Cesena 3 dicembre 2005, ore 16:05 18ª giornata | Cesena        | 0 – 0 | Pescara | Stadio Dino Manuzzi\| Arbitro: \| Lops (Torino) \| |
| Arbitro:                                       | Lops (Torino) |       |         |                                                    |

| Arbitro: | Tagliavento (Terni) |

|                                |           |                                                 |
| G. Russo 47’ Corona 69’ (rig.) | Marcatori | 11’ Ficagna 29’ Mengoni 52’, 84’ Ferreira Pinto |

| Arbitro: | Giannoccaro (Lecce) |

|                             |           |               |
| Bernacci 11’ Papa Waigo 90’ | Marcatori | 49’ Confalone |

| Arbitro: | De Marco (Chiavari) |

|             |           |                |
| Rantier 62’ | Marcatori | 18’ Papa Waigo |

#### Girone di ritorno
| Arbitro: | Morganti (Ascoli Piceno) |

|                        |           |                              |
| Rivalta 5’ Ventola 67’ | Marcatori | 11’ Ciaramitaro 43’ Bernacci |

| Arbitro: | Rizzoli (Bologna) |

|                 |           |  |
| Ciaramitaro 45’ | Marcatori |  |

| Arbitro: | Trefoloni (Siena) |

|              |           |  |
| De Zerbi 45’ | Marcatori |  |

| Arbitro: | Tombolini (Ancona) |

|                                    |           |  |
| Zaninelli 22’ Ferreira Pinto 90+2’ | Marcatori |  |

| Arbitro: | Palanca (Roma) |

|              |           |                     |
| Cascione 44’ | Marcatori | 57’ (rig.) Salvetti |

| Arbitro: | Squillace (Catanzaro) |

|                                      |           |                   |
| Ferreira Pinto 4’, 31’ Papa Waigo 9’ | Marcatori | 45+1’, 48’ Monaco |

| Arbitro: | Messina (Bergamo) |

|                       |           |  |
| Danilevicius 35’, 84’ | Marcatori |  |

| Arbitro: | Marelli (Como) |

|                   |           |                |
| Salvetti 81’, 86’ | Marcatori | 79’ Carparelli |

| Arbitro: | Tombolini (Ancona) |

|                      |           |                                       |
| Gazzi 26’ Pagano 33’ | Marcatori | 7’ Morabito 48’ Salvetti 50’ Bernacci |

| Arbitro: | De Marco (Chiavari) |

|                                |           |                           |
| Ficagna 10’ Ferreira Pinto 44’ | Marcatori | 8’ Padalino 60’ Margiotta |

| Arbitro: | Pantana (Macerata) |

|  |           |                |
|  | Marcatori | 16’ Papa Waigo |

| Arbitro: | Gava (Conegliano) |

|                   |           |                             |
| F. Rossi 51’, 79’ | Marcatori | 41’ Papa Waigo 79’ Salvetti |

| Arbitro: | Rodomonti (Roma) |

|                     |           |                           |
| Salvetti 58’ (rig.) | Marcatori | 62’ Nicola 69’ Martinelli |

| Bologna 1º aprile 2006, ore 16:00 35ª giornata | Bologna           | 0 – 0 | Cesena | Stadio Renato Dall'Ara\| Arbitro: \| Trefoloni (Siena) \| |
| Arbitro:                                       | Trefoloni (Siena) |       |        |                                                           |

| Arbitro: | Ayroldi (Molfetta) |

|                            |           |                     |
| Mengoni 79’ Bracaletti 81’ | Marcatori | 43’, 90+4’ Regonesi |

| Arbitro: | Giannoccaro (Lecce) |

|                                       |           |                                        |
| Mareco 51’ Piangerelli 65’ Mourad 85’ | Marcatori | 77’ Ferreira Pinto 89’ (rig.) Salvetti |

| Arbitro: | Rocchi (Firenze) |

|                                      |           |                                                                  |
| Perna 45’ (aut.) Salvetti 49’ (rig.) | Marcatori | 5’ (aut.) Mengoni 51’ (rig.) Bucchi 74’ Tamburini 76’ Campedelli |

| Arbitro: | P.S. Mazzoleni (Bergamo) |

|                                             |           |                             |
| Gonnella 57’ Zoppetti 90+1’ Cammarata 90+4’ | Marcatori | 36’ Salvetti 53’ Bracaletti |

| Arbitro: | Romeo (Verona) |

|                                                         |           |              |
| Morabito 7’ Ferreira Pinto 9’ Bernacci 20’ Salvetti 37’ | Marcatori | 83’ De Sousa |

| Arbitro: | Rosetti (Torino) |

|             |           |  |
| Fabiano 73’ | Marcatori |  |

| Arbitro: | Gava (Conegliano) |

|                                     |           |            |
| Salvetti 29’ (rig.) Ciaramitaro 46’ | Marcatori | 42’ Cutolo |

### Play-off
| Arbitro: | Farina (Novi Ligure) |

|              |           |           |
| Salvetti 16’ | Marcatori | 45’ Longo |

| Arbitro: | Morganti (Ascoli Piceno) |

|              |           |  |
| Balestri 43’ | Marcatori |  |

### Coppa Italia

#### Turni ad eliminazione diretta
| Arbitro: | Collina (Viareggio) |

|  |           |                  |
|  | Marcatori | 120’ Ciaramitaro |

| Arbitro: | Bertini (Arezzo) |

|              |           |  |
| Salvetti 87’ | Marcatori |  |

| Arbitro: | Pieri (Lucca) |

|  |           |               |
|  | Marcatori | 90+4’ Pazzini |